# 岐宿町
岐宿町（きしくちょう）は、かつて長崎県の南松浦郡にあった町。2004年8月1日に福江市、南松浦郡富江町、玉之浦町、三井楽町、奈留町と合併して五島市となった。

## 地理
五島列島福江島の中部に位置した。

## 歴史
- 1889年（明治22年）4月1日 - 町村制施行により南松浦郡岐宿村が成立する。
- 1941年（昭和16年）4月3日 - 町制施行し、岐宿町となる。
- 2004年（平成16年）8月1日 - 福江市、南松浦郡富江町、玉之浦町、三井楽町、奈留町と合併し五島市となる。

## 地名
五島市合併時に末尾の「郷」を廃止。
- 川原郷
- 岐宿郷
- 楠原郷
- 河務郷（こうむ）
- 唐船ノ浦郷（とうせんのうら）
- 戸岐之首郷
- 中岳郷
- 二本楠郷
- 姫島郷
- 松山郷

## 教育
中学校
- 岐宿町立岐宿中学校(現五島市立岐宿中学校)

小学校
- 岐宿町立岐宿小学校(現五島市立岐宿小学校)
- 岐宿町立山内小学校(→五島市立山内小学校→廃校)
- 岐宿町立川原小学校(→五島市立川原小学校→廃校)

## 観光・名所
- 魚津ヶ崎公園キャンプ場
- 魚津ヶ崎コスモス園
- 城岳展望所
- 寄神貝塚
- 巌立神社
- 水ノ浦教会
- 楠原教会

## 出身人物
- 谷川弥一（谷川建設創業者、衆議院議員）
- 西村久之（長崎県議会議長、衆議院議員）